# Asili
Asili är en ort i Amerikanska Samoa (USA).   Den ligger i distriktet Västra distriktet, i den västra delen av landet, 12 kilometer sydväst om huvudstaden Pago Pago. Asili ligger 11 meter över havet och antalet invånare är 250.
Terrängen runt Asili är huvudsakligen kuperad, men åt sydost är den platt. Havet är nära Asili åt sydväst.  Närmaste större samhälle är Leone, 1,5 kilometer sydost om Asili. 
I omgivningarna runt Asili växer i huvudsak städsegrön lövskog.